# Atractogaster semisculptus
Atractogaster semisculptus là một loài tò vò trong họ Ichneumonidae.